# Milk Outside a Bag of Milk Outside a Bag of Milk
Milk Outside a Bag of Milk Outside a Bag of Milk (stilizzato come Milk outside a bag of milk outside a bag of milk...) è una visual novel horror psicologica del 2021 sviluppata e pubblicata dallo sviluppatore di videogiochi indipendente russo Nikita Kryukov. È il seguito diretto di Milk Inside a Bag of Milk Inside a Bag of Milk e prosegue la storia della sua protagonista femminile senza nome. Il gioco fonde elementi horror psicologici con la struttura narrativa tipica di una visual novel, esplorando i suoi sogni inquietanti ed esaminando temi come l'isolamento, il trauma e la depressione.
Pubblicato il 16 dicembre 2021, Milk Outside a Bag of Milk Outside a Bag of Milk è stato distribuito su Steam e Itch.io, in seguito all'uscita di Milk Inside a Bag of Milk Inside a Bag of Milk, avvenuta il 26 agosto 2020. I giochi furono poi resi disponibili su Nintendo Switch da Forever Entertainment l'11 novembre 2022, come bundle. Entrambi i titoli sono disponibili per Windows, macOS e Linux.

## Trama
Milk Outside a Bag of Milk Outside a Bag of Milk riprende direttamente dagli eventi del primo gioco. Il gioco racconta la storia di una ragazza affetta da disturbi mentali che lotta per comprendere i propri pensieri e la realtà attraverso l'esplorazione dei suoi sogni. Il giocatore assume il ruolo di una voce interiore, che guida la protagonista mentre tenta di elaborare il proprio trauma e le difficoltà di natura surreale. La storia è caratterizzata da un tono astratto, onirico e inquietante.

## Modalità di gioco
Il gameplay di Milk Outside a Bag of Milk Outside a Bag of Milk è incentrato sulle scelte di dialogo e su un breve segmento punta e clicca. Per il resto del gioco, i giocatori assistono a sequenze di testo che illustrano i suoi sogni. Il gioco offre cinque possibili finali, ciascuno presentato come una sequenza onirica, insieme a dieci obiettivi sbloccabili.

## Sviluppo
La grafica di Milk Outside a Bag of Milk Outside a Bag of Milk è stata curata dall'artista di Twitter GhosttFuneral, con contributi nel design da parte di Nikita Kryukov. Anche l'animatrice Aleena Chrome ha lavorato al progetto, concentrandosi sullo storyboard e sull'animazione delle sequenze di apertura e di chiusura.
La colonna sonora del gioco è stata composta principalmente da Nikita Kryukov, con l'aggiunta di tracce di artisti non rivelati. È stato pubblicata inizialmente su Spotify nel 2021, prima di diventare disponibile per il download gratuito su Steam l'8 gennaio 2022.

## Accoglienza
PC Gamer ha descritto Milk Outside a Bag of Milk Outside a Bag of Milk come un'avventura "breve e visivamente sorprendente", elogiando in modo particolare il fatto di aver evitato un lieto fine che avrebbe altrimenti minato la storia. Oliver Shellding di Way Too Many Games e Steven Licardi di Rely on Horror hanno descritto il gioco come una rappresentazione efficace delle problematiche legate alla salute mentale.